# Grand Prix de Tennis de Lyon 2000 - Qualificazioni singolare
Le qualificazioni del singolare  del Grand Prix de Tennis de Lyon 2000 sono state un torneo di tennis preliminare per accedere alla fase finale della manifestazione. I vincitori dell'ultimo turno sono entrati di diritto nel tabellone principale. In caso di ritiro di uno o più giocatori aventi diritto a questi sono subentrati i lucky loser, ossia i giocatori che hanno perso nell'ultimo turno ma che avevano una classifica più alta rispetto agli altri partecipanti che avevano comunque perso nel turno finale.
Le qualificazioni del torneo Grand Prix de Tennis de Lyon 2000 prevedevano 32 partecipanti di cui 4 sono entrati nel tabellone principale.

## Teste di serie
1. Byron Black (ultimo turno)
2. Alexander Popp (secondo turno)
3. Jeff Tarango (secondo turno)
4. Ivan Ljubičić (ultimo turno)

1. Daniel Elsner (secondo turno)
2. Sargis Sargsian (Qualificato)
3. Raemon Sluiter (Qualificato)
4. Andrea Gaudenzi (secondo turno)

## Qualificati
1. Raemon Sluiter
2. Jean-François Bachelot

1. Thierry Guardiola
2. Sargis Sargsian

## Tabellone

### Legenda
| - Q = Qualificato - WC = Wild card - LL = Lucky loser | - ALT = Alternate - SE = Special Exempt - PR = Protected Ranking | - w/o = Walkover - r = Ritirato - d = Squalificato |

### Sezione 1
|  | Primo turno          | Primo turno          | Primo turno          | Primo turno | Primo turno |  |  | Secondo turno | Secondo turno    | Secondo turno | Secondo turno  | Secondo turno  |   |   | Ultimo turno | Ultimo turno | Ultimo turno | Ultimo turno | Ultimo turno |  |
|  |                      |                      |                      |             |             |  |  |               |                  |               |                |                |   |   |              |              |              |              |              |  |
|  | 1                    | Byron Black          | Byron Black          | 6           | 6           |  |  |               |                  |               |                |                |   |   |              |              |              |              |              |  |
|  |                      | Christian Vinck      | Christian Vinck      | 3           | 1           |  |  | 1             | Byron Black      | 7             | 5              | 6              |   |   |              |              |              |              |              |  |
|  | Julien Benneteau     | Julien Benneteau     | Julien Benneteau     | 6           | 6           |  |  |               | Julien Benneteau | 5             | 7              | 4              |   |   |              |              |              |              |              |  |
|  | Michael Hill         | Michael Hill         | Michael Hill         | 3           | 4           |  |  |               |                  |               |                |                |   |   | 1            | Byron Black  | Byron Black  | 62           | 1            |  |
|  | Lionel Roux          | Lionel Roux          | Lionel Roux          | 7           | 6           |  |  |               |                  | 7             | Raemon Sluiter | Raemon Sluiter | 7 | 6 |              |              |              |              |              |  |
|  | Oscar Burrieza-Lopez | Oscar Burrieza-Lopez | Oscar Burrieza-Lopez | 5           | 3           |  |  |               | Lionel Roux      | 68            | 6              | 2              |   |   |              |              |              |              |              |  |
|  | 7                    | Raemon Sluiter       | 65                   | 6           | 6           |  |  | 7             | Raemon Sluiter   | 7             | 4              | 6              |   |   |              |              |              |              |              |  |
|  |                      | Julián Alonso        | 7                    | 3           | 0           |  |  |               |                  |               |                |                |   |   |              |              |              |              |              |  |

### Sezione 2
|  | Primo turno            | Primo turno            | Primo turno            | Primo turno | Primo turno |  |  | Secondo turno | Secondo turno          | Secondo turno          | Secondo turno     | Secondo turno     |   |    | Ultimo turno           | Ultimo turno           | Ultimo turno           | Ultimo turno | Ultimo turno |  |
|  |                        |                        |                        |             |             |  |  |               |                        |                        |                   |                   |   |    |                        |                        |                        |              |              |  |
|  | 2                      | Alexander Popp         | Alexander Popp         | 6           | 6           |  |  |               |                        |                        |                   |                   |   |    |                        |                        |                        |              |              |  |
|  |                        | Nikolaj Davydenko      | Nikolaj Davydenko      | 1           | 3           |  |  | 2             | Alexander Popp         | Alexander Popp         | 4                 | 5                 |   |    |                        |                        |                        |              |              |  |
|  | Jean-François Bachelot | Jean-François Bachelot | Jean-François Bachelot | 7           | 6           |  |  |               | Jean-François Bachelot | Jean-François Bachelot | 6                 | 7                 |   |    |                        |                        |                        |              |              |  |
|  | Florent Serra          | Florent Serra          | Florent Serra          | 5           | 1           |  |  |               |                        |                        |                   |                   |   |    | Jean-François Bachelot | Jean-François Bachelot | Jean-François Bachelot | 6            | 7            |  |
|  | Jean-René Lisnard      | Jean-René Lisnard      | 4                      | 7           | 6           |  |  |               |                        | Jean-René Lisnard      | Jean-René Lisnard | Jean-René Lisnard | 4 | 64 |                        |                        |                        |              |              |  |
|  | Sébastien de Chaunac   | Sébastien de Chaunac   | 6                      | 64          | 2           |  |  |               | Jean-René Lisnard      | 5                      | 6                 | 7                 |   |    |                        |                        |                        |              |              |  |
|  | 8                      | Andrea Gaudenzi        | 4                      | 6           | 6           |  |  | 8             | Andrea Gaudenzi        | 7                      | 4                 | 5                 |   |    |                        |                        |                        |              |              |  |
|  |                        | Tommy Robredo          | 6                      | 3           | 3           |  |  |               |                        |                        |                   |                   |   |    |                        |                        |                        |              |              |  |

### Sezione 3
|  | Primo turno       | Primo turno       | Primo turno       | Primo turno | Primo turno |  |  | Secondo turno | Secondo turno     | Secondo turno     | Secondo turno | Secondo turno |   |   | Ultimo turno      | Ultimo turno      | Ultimo turno      | Ultimo turno | Ultimo turno |  |
|  |                   |                   |                   |             |             |  |  |               |                   |                   |               |               |   |   |                   |                   |                   |              |              |  |
|  | 3                 | Jeff Tarango      | Jeff Tarango      | 6           | 6           |  |  |               |                   |                   |               |               |   |   |                   |                   |                   |              |              |  |
|  |                   | Olivier Ramos     | Olivier Ramos     | 3           | 2           |  |  | 3             | Jeff Tarango      | Jeff Tarango      | 3             | 3             |   |   |                   |                   |                   |              |              |  |
|  | Thierry Guardiola | Thierry Guardiola | Thierry Guardiola | 6           | 6           |  |  |               | Thierry Guardiola | Thierry Guardiola | 6             | 6             |   |   |                   |                   |                   |              |              |  |
|  | Sonny Kayombo     | Sonny Kayombo     | Sonny Kayombo     | 3           | 2           |  |  |               |                   |                   |               |               |   |   | Thierry Guardiola | Thierry Guardiola | Thierry Guardiola | 6            | 6            |  |
|  | Renzo Furlan      | Renzo Furlan      | 7                 | 1           | 6           |  |  |               |                   | Renzo Furlan      | Renzo Furlan  | Renzo Furlan  | 1 | 2 |                   |                   |                   |              |              |  |
|  | Gilles Elseneer   | Gilles Elseneer   | 6                 | 6           | 2           |  |  |               | Renzo Furlan      | 6                 | 3             | 7             |   |   |                   |                   |                   |              |              |  |
|  | 5                 | Daniel Elsner     | Daniel Elsner     | 6           | 6           |  |  | 5             | Daniel Elsner     | 4                 | 6             | 65            |   |   |                   |                   |                   |              |              |  |
|  |                   | Adrian Voinea     | Adrian Voinea     | 4           | 0           |  |  |               |                   |                   |               |               |   |   |                   |                   |                   |              |              |  |

### Sezione 4
|  | Primo turno            | Primo turno            | Primo turno            | Primo turno | Primo turno |  |  | Secondo turno | Secondo turno   | Secondo turno   | Secondo turno   | Secondo turno   |   |   | Ultimo turno | Ultimo turno  | Ultimo turno  | Ultimo turno | Ultimo turno |  |
|  |                        |                        |                        |             |             |  |  |               |                 |                 |                 |                 |   |   |              |               |               |              |              |  |
|  | 4                      | Ivan Ljubičić          | 6                      | 3           | 7           |  |  |               |                 |                 |                 |                 |   |   |              |               |               |              |              |  |
|  |                        | Olivier Patience       | 1                      | 6           | 5           |  |  | 4             | Ivan Ljubičić   | Ivan Ljubičić   | 6               | 6               |   |   |              |               |               |              |              |  |
|  | Edwin Kempes           | Edwin Kempes           | Edwin Kempes           | 6           | 6           |  |  |               | Edwin Kempes    | Edwin Kempes    | 3               | 4               |   |   |              |               |               |              |              |  |
|  | Jean-Christophe Faurel | Jean-Christophe Faurel | Jean-Christophe Faurel | 1           | 1           |  |  |               |                 |                 |                 |                 |   |   | 4            | Ivan Ljubičić | Ivan Ljubičić | 63           | 3            |  |
|  | Cyril Saulnier         | Cyril Saulnier         | 7                      | 4           | 6           |  |  |               |                 | 6               | Sargis Sargsian | Sargis Sargsian | 7 | 6 |              |               |               |              |              |  |
|  | Paul-Henri Mathieu     | Paul-Henri Mathieu     | 64                     | 6           | 3           |  |  |               | Cyril Saulnier  | Cyril Saulnier  | 6               | 3               |   |   |              |               |               |              |              |  |
|  | 6                      | Sargis Sargsian        | Sargis Sargsian        | 7           | 6           |  |  | 6             | Sargis Sargsian | Sargis Sargsian | 7               | 6               |   |   |              |               |               |              |              |  |
|  |                        | Bernard Parun          | Bernard Parun          | 63          | 1           |  |  |               |                 |                 |                 |                 |   |   |              |               |               |              |              |  |